# Showa/Nakajima L2D
Shōwa L2D và Nakajima L2D, có định danh: Vận tải Hải quân Shōwa Kiểu 0 và Vận tải Hải quânNakajima Kiểu 0, là các phiên bản chế tạo theo giấy phép ở Nhật của loại Douglas DC-3. L2D là những máy bay vận tải quan trọng nhất của Nhật trong Chiến tranh thế giới II. Quân Đồng minh đặt tên mã cho L2D là Tabby.

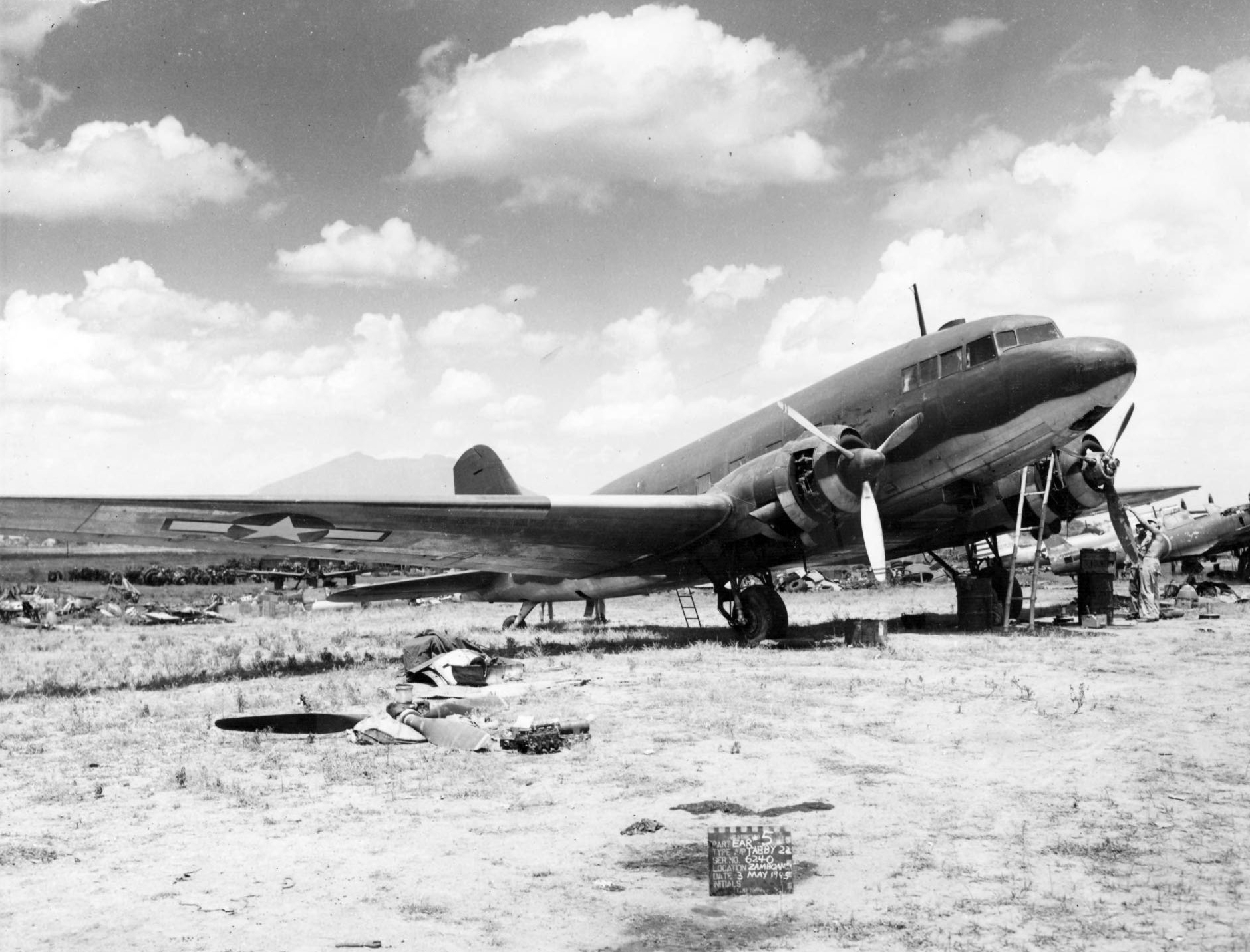
Một chiếc Shōwa L2D3 hay L2D3-L bị quân Mỹ tịch thu, sơn biểu tượng quân đội Mỹ ở Mindanao, Philippines, tháng 5 năm 1945

## Quốc gia sử dụng

### Dân sự
Đài Loan
- CNAC

 Nhật Bản
- Great Northern Airways
- Japan Air Transport
- Imperial Japanese Airways

### Quân sự
Pháp
- Không quân Pháp

 Nhật Bản
- Không quân Hải quân Đế quốc Nhật Bản

## Tính năng kỹ chiến thuật (Shōwa/Nakajima L2D2)
Dữ liệu lấy từ Showa/Nakajima L2D2 'Tabby' 
Đặc điểm tổng quát
- Kíp lái: 2-4
- Sức chứa: 21 hành khách
- Chiều dài: 65 ft (19,72 m)
- Sải cánh: 94,86 ft (28,96 m)
- Chiều cao: 16 ft 11 in (5,16 m)
- Diện tích cánh: 987 ft² (91,6 m²)
- Trọng lượng rỗng: 15.675 lb (7.125 kg)
- Trọng lượng có tải: 23.980 lbs (10.900 kg)
- Động cơ: 2 × Mitsubishi Kinsei 43, 1.080 hp (795 kW)  mỗi chiếc

 Hiệu suất bay 
- Vận tốc cực đại: 220 mph (354 kph)
- Vận tốc hành trình: 187 mph (301 kph)
- Tầm bay: 1.996 mi (3.220 km)
- Trần bay: 35.752 ft (10.900 m)
- Vận tốc lên cao: 1.130 ft/phút (5,73 m/s)
- Tải trên cánh: 25,5 lb/ft² (125 kg/m²)
- Công suất/trọng lượng: 0,0952 hp/lb (157 W/kg)